# Bembidion bruxellense
Bembidion bruxellense es una especie de escarabajo del género Bembidion, familia Carabidae. Fue descrita científicamente por Wesmael en 1835.
Especie nativa de la región paleártica. Habita en Albania, Austria, Bielorrusia, Bélgica, Canadá, Chequia, Dinamarca, Estonia, islas Faroe, Finlandia, Francia, Alemania, Gran Bretaña, Hungría, Islandia, Irlanda, Italia, Kazajistán, Letonia, Lituania, Países Bajos, Noruega, Polonia, Rumania, Rusia, Serbia, Eslovaquia, Suecia, Suiza y los Estados Unidos.